# منتخب كاليدونيا الجديدة لسباعيات الرغبي للسيدات
منتخب كاليدونيا الجديدة لسباعيات الرغبي للسيدات هو ممثل كاليدونيا الجديدة الرسمي في المنافسات الدولية في سباعيات الرغبي للسيدات .